# Péter Antal (kanonok)
Péter Antal (Kilyénfalva, 1880. június 2. – Gyulafehérvár, 1964. október 17.) kanonok, teológiai tanár, római katolikus egyházi író, germanista.

## Életútja
Középiskoláit Csíksomlyón, a teológiát Gyulafehérváron, utána Rómában végezte, 1900. október 29-étől volt a Collegium Germanicum Hungaricum növendéke. 1906. október 28-án szentelték pappá. 1907. június 6-án tért haza, majd Brassóban és Kolozsvárt volt káplán. 1910-20 és 1939-46 között Gyulafehérváron erkölcs-, a lelkipásztorkodástan és a szociológia tanára volt és kanonok. 1912-ben vicerektor lett, 1947-ben székesegyházi főesperes és címzetes apát volt.
1915. december 25. és 1917. március 31. között a gyulafehérvári Közművelődés felelős szerkesztője, 1930. január 19-től december 21-ig és 1933. márciusától júniusáig a brassói A Kereszt c. lap felelős szerkesztője és kiadója volt.

## Művei
- Vissza az anyaszentegyházba. Írta Albert Ruville. Ford. (Gyulafehérvár, 1910.)
- Szűz Mária Virágos Kertje. A szerző engedélyével 5. kiad-ban közrebocsátja Péter Antal. (Kolozsvár, 1915.)
- Még egyszer a „szeretett mű” (Brassó, 1933.)